# Domoljubna koalicija
Domoljubna koalicija, bila je savez osam hrvatskih političkih stranaka na čelu s tada oporbenom Hrvatskom demokratskom zajednicom. 

## Povijest
Savez je službeno sklopljen 21. rujna 2015. godine u Vukovaru radi zajedničkog nastupa na izborima za Hrvatski sabor 2015. godine. Glavni izborni suparnik Domoljubne koalicije bila je koalicija Hrvatska raste na čelu s vladajućom Socijaldemokratskom partijom. 
Na samim izborima Domoljubna koalicija osvojila je relativnu većinu u 5 od 10 izbornih jedinica u Hrvatskoj, odnosno 3 mjesta rezerviranih za hrvatsku dijasporu, te je tako dobila ukupno 59 od 151 saborskog mjesta.
Koalicija je postojala do pred izvanredne izbore za Hrvatski sabor 2016. godine kada su stranke iz koalicije pristupile drugim koalicijama ili planirale izaći na izbore samostalno (HSS u Narodnoj koaliciji, HDZ samostalno, HSP AS u Domovinskoj koaliciji).   

## Članice
Koalicija se sastojala od osam stranaka:
| Logo | Naziv stranke                             | Vođa                  | Ideologija                | mjesta u Saboru |
| ---- | ----------------------------------------- | --------------------- | ------------------------- | --------------- |
|      | Hrvatska demokratska zajednica            | Tomislav Karamarko ↓1 | demokršćanstvo            | 49 / 151        |
|      | Hrvatska stranka prava dr. Ante Starčević | Ivan Tepeš            | demokršćanstvo            | 3 / 151         |
|      | Hrvatska socijalno-liberalna stranka      | Darinko Kosor         | konzervativni liberalizam | 2 / 151         |
|      | Hrvatska seljačka stranka                 | Branko Hrg ↓2         | agrarizam                 | 2 / 151         |
|      | Hrast – Pokret za uspješnu Hrvatsku       | Ladislav Ilčić        | demokršćanstvo            | 1 / 151         |
|      | Hrvatska demokršćanska stranka            | Goran Dodig           | demokršćanstvo            | 1 / 151         |
|      | Blok umirovljenici zajedno                | Milivoj Špika         | prava umirovljenika       | 1 / 151         |
|      | Zagorska demokratska stranka              | Stanko Belina         | regionalizam              | 0 / 151         |